# 穆特斯
穆特斯是奥地利蒂罗尔州因斯布鲁克兰县的一个市镇。总面积19平方公里，总人口1983人，人口密度104.4人/平方公里（2011年）。